# Bobina
Bobina, vlastním jménem Dmitrij Almazov (Дми́трий Алма́зов; * 11. března 1982 Moskva) je ruský diskžokej a hudební producent. Během své kariéry spolupracoval s mnoha hudebníky, mezi které patří například Christian Burns, Andrew Rayel a Tiff Lacey. Vedle svých vlastních písní je autorem řady remixů (například písní od skupiny Linkin Park či diskžokeje Armina van Buurena). Jeho píseň „Lamento Sentimental“ vyšla v roce 2011 na kompilaci A State of Trance 2011. Rovněž je moderátorem rozhlasového pořadu Russia Goes Clubbing.

## Diskografie
- Catchy! (2004)
- Again (2008)
- Again Remixed (2009)
- Rocket Ride (2011)
- Same Difference (2013)
- Uplifting (2015)